# ديريك هارولد بارتون
دريك هارولد بارتون (بالإنجليزية: Derek Harold Richard Barton)‏ ـ (8 سبتمبر 1918 ـ 16 مارس 1998) هو كيميائي بريطاني حاصل على جائزة نوبل في الكيمياء سنة 1969 وقلادة بريستلي سنة 1995.
بدأ سنة 1938 الدراسة في معهد الإمبريال وفي جامعة لندن. في سنة 1940 بدأ في مرحلة الدكتوراه وتحصل عليها سنة 1942 وكان موضوعها الكيمياء العضوية. من 1949 إلى 1950 عمل محاضراً مدعواً في جامعة هارفرد. انتخب عضوا في الجمعية الملكية سنة 1954. في سنة 1956 دخل إلى المجتمع الملكي بإدنبره.

## روابط خارجية
- ديريك هارولد بارتون على موقع الموسوعة البريطانية (الإنجليزية)
- ديريك هارولد بارتون على موقع مونزينجر (الألمانية)
- ديريك هارولد بارتون على موقع إن إن دي بي (الإنجليزية)